# Еуфория (сериал)
„Еуфория“ (на английски: Euphoria) е американски тийнейджърски сериал, драма на „Ейч Би О“. Сценарията е адаптация на едноименния израелски сериал. Сюжетът се върти около няколко гимназисти и изследва теми като секс, наркотици, приятелство и любов. Главната роля е поверена на Зендая, участват също и Мод Апатоу, Хънтър Шейфър, Джейкъб Елорди и Сидни Суини.
Сериалът започва да се излъчва през юни 2019 г. Премиерата на втория сезон е на 9 януари 2022 г.
Сериалът е отличен три пъти на наградите „Еми“, а Зендая получава приза за най-добра актриса в сериал – драма, като става най-младата актриса, печелила наградата.

## Актьорски състав
| Актьор         | Роля                            |
| -------------- | ------------------------------- |
| Зендая         | Рю Бенет                        |
| Мод Апатоу     | Лекси Хауърд                    |
| Ангъс Клауд    | Фезко                           |
| Ерик Дейн      | Кал Джейкъбс                    |
| Алекса Деми    | Мади Перез                      |
| Джейкъб Елроди | Нейт Джейкъбс                   |
| Барби Ферейра  | Кат Ернандез                    |
| Ника Кинг      | Лесли Бенет, майка на Рю и Джия |
| Сторм Рийд     | Джия Бенет, сестра на Рю        |
| Хънтър Шафър   | Джулс Вон                       |
| Олджи Смит     | Крис Маккей                     |
| Сидни Суини    | Каси Хауърд                     |
| Колман Доминго | Али                             |
| Джейвън Уолтън | Аштрей                          |
| Остин Ейбрамс  | Итън Луис                       |
| Доминик Файк   | Елиът                           |